# Association des jeunesses rurales
L'Association de la jeunesse rurale (japonais: 農村青年社), Nōson seinen-sha, abrégé Nōseisha, ou les Jeunesses rurales, désigne une organisation communiste anarchiste fondée au Japon en 1931. L'organisation prononce sa dissolution en 1932. Représentative de l'anarcho-communisme japonais ou « anarchisme pur », agrarien et insurrectionnel. La Nōseisha est surtout connue pour l'Affaire des Jeunesses rurales (Nōson seinen-sha jiken), une grande répression qui, en 1937, touche environ 350 personnes impliquées avec le mouvement et marque la fin de l'activité anarchiste organisée au Japon jusqu'en 1945.

## Histoire
En janvier 1930, les « anarchistes purs » publie un nouveau journal Kurohata (Le Drapeau noir). À partir de mai 1930, Miyazaki Akira commence la publication dans le journal de l'Appel aux paysans. Dans ce pamphlet, Miyazaki encourage les paysans à tourner le dos aux villes, à refuser de payer des impôts ou de reconnaître tout aspect de l'autorité de l'État, y compris le service militaire, et à organiser immédiatement une fédération de communautés villageoises basée sur le communisme libertaire et l'autosuffisance en matière de production et de consommation. Il s'agit d'un texte fondateur pour la Nōseisha. 
La Société des jeunesses rurales est formellement fondée le 20 février 1931 par des militants proches de Kurohata : Akiko Yagi, Hoshino Junji, Mochizuki Jirō, Miyazaki Akira et Suzuki Yasuyuki. La Nōseisha cherche à établir son action dans les zones rurales du Japon, épuisées à cette époque par la crise rampante depuis 1929. Pour les anarchistes, les communautés rurales habituées à l'entraide et à la révolte étaient un lieu privilégié pour expérimenter une forme de communisme et des militants ont commencé leurs propres expériences communale dans l'arrière-pays de la préfecture de Nagano. L'organisation préconisait une extrême décentralisation, qui permettait de pratiquer déjà une forme politique de type anarchiste et permettait de limiter la vulnérabilité des anarchistes à la répression de l'État. 
Une série de vols réalisée par l'organisation devait permettre de réunir des fonds, ceux-ci devaient aussi servir d'attaques pour saper le système de la propriété. Néanmoins, les difficultés à financer l'organisation et les actions de reprises précipitèrent la dissolution des Jeunesses rurales. En effet, pour éviter d'être la cible d'une répression politique de plus grande ampleur, les Jeunesses rurales déclarent leur dissolution le 27 septembre 1932. Les procès des militants sont traités comme une affaire criminelle par l'État et ils sont poursuivis et emprisonnés sans mettre en cause l'organisation. La dissolution est également la conséquence logique d'une théorie décentralisatrice à l'extrême : la déclaration de dissolution faisait référence à l'agitation anarchiste croissantes dans les masses paysannes et affirmait que les raisons de la formation de Nōseisha n'étaient plus valables puisque "le mouvement anarchiste dans les villages s'est développé au-delà de ce qui avait été prévu à l'origine par Nōson Seinen". 

## L'Affaire des Jeunesses rurales
L'Affaire des Jeunesses rurales (Nōson seinen-sha jiken) désigne les poursuites engagées à grands bruits contre les membres de l'organisation en 1935-1936. En effet, bien que les activités de la Nōseisha en tant que telles se soient arrêtées en 1932, ces membres demeurent actifs, notamment dans les communes rurales, certains rejoignent par la suite le Parti communiste anarchiste japonais. Le 10 novembre 1935, l'Affaire des gangs du parti communiste anarchiste japonais intervient, lorsque des membres de l'organisation organise des braquages afin de la financer. Cet évènement attire l'attention de l'État sur le mouvement anarchiste, et particulièrement sur le cas précédent des Jeunesses rurales. La loi de préservation de la paix, créée pour la répression de la dissidence politique, est appliquée pour la première fois aux anarchistes. 
À partir du 27 novembre et durant l'année 1936, une opération de répression des milieux anarchistes de grande ampleur a lieu, environ 350 personnes sont arrêtées à travers tout le Japon. Si seule une trentaine de personnes sont inculpées, des centaines sont enfermées pendant que leurs affaires étaient examinées, souvent pendant des mois, la répression touche tous les anarchistes quel que soit leur degré d'implication avec les Jeunesses rurales (souvent inexistant). Une fois les procès terminés, les dirigeants du parti ont reçu des peines de prison variables : Aizawa a été condamné à six ans de prison, Futami est condamné à mort, mais cette peine est ensuite commuée en vingt ans d'emprisonnement, mais des membres éminents de Nōseisha, comme Miyazaki et Suzuki, ont été emprisonnés pour une durée maximale de trois ans. 

## Conséquence
Kiyoshi Akiyama déclare dans son livre Nihon no hangyaku shisō (La Pensée rebelle au Japon) que l'activité anarchiste d'avant-guerre a pris fin après l'incident de l'Association de la Jeunesse rurale. 
Selon une étude de Masayasu Hosaka, cette arrestation de masse était une fouille menée par un « procureur honteux » comme « la deuxième grande affaire de rébellion », et les personnes impliquées dans la société de jeunesse rurale avaient une volonté anti-gouvernementale. Il est difficile de dire que ce n'était pas là, mais il n'y avait pas de plan d'action, et l'atmosphère du procès était différente de celle du procès des criminels de la pensée et des criminels des affaires d'État comme l'affaire de la Grande Rébellion de Shūsui Kōtoku etc. 
En outre, vers 1945, après la guerre, un détective chargé de la pensée du département de police de la préfecture de Nagano s'est rendu au domicile des personnes arrêtées dans l'affaire et a demandé à rédiger un certificat qui n'a pas été torturé, un entretien avec Hosaka. Les parties ont répondu  . 